# Lanoraie
Lanoraie är en kommun i provinsen Québec i Kanada. Den ligger i regionen Lanaudière, i den sydöstra delen av landet, 200 km öster om huvudstaden Ottawa. Kommunen bildades 2000 genom sammanslagning av socknen Saint-Joseph-de-Lanoraie och kommunen Lanoraie-d'Autray. Kommunens tätbebyggelse, före kommunsammanslagningen även betecknad som byn Lanoraie, har som tätort (centre de population) behållit namnet Saint-Joseph-de-Lanoraie.